# معدات الجيش السوري

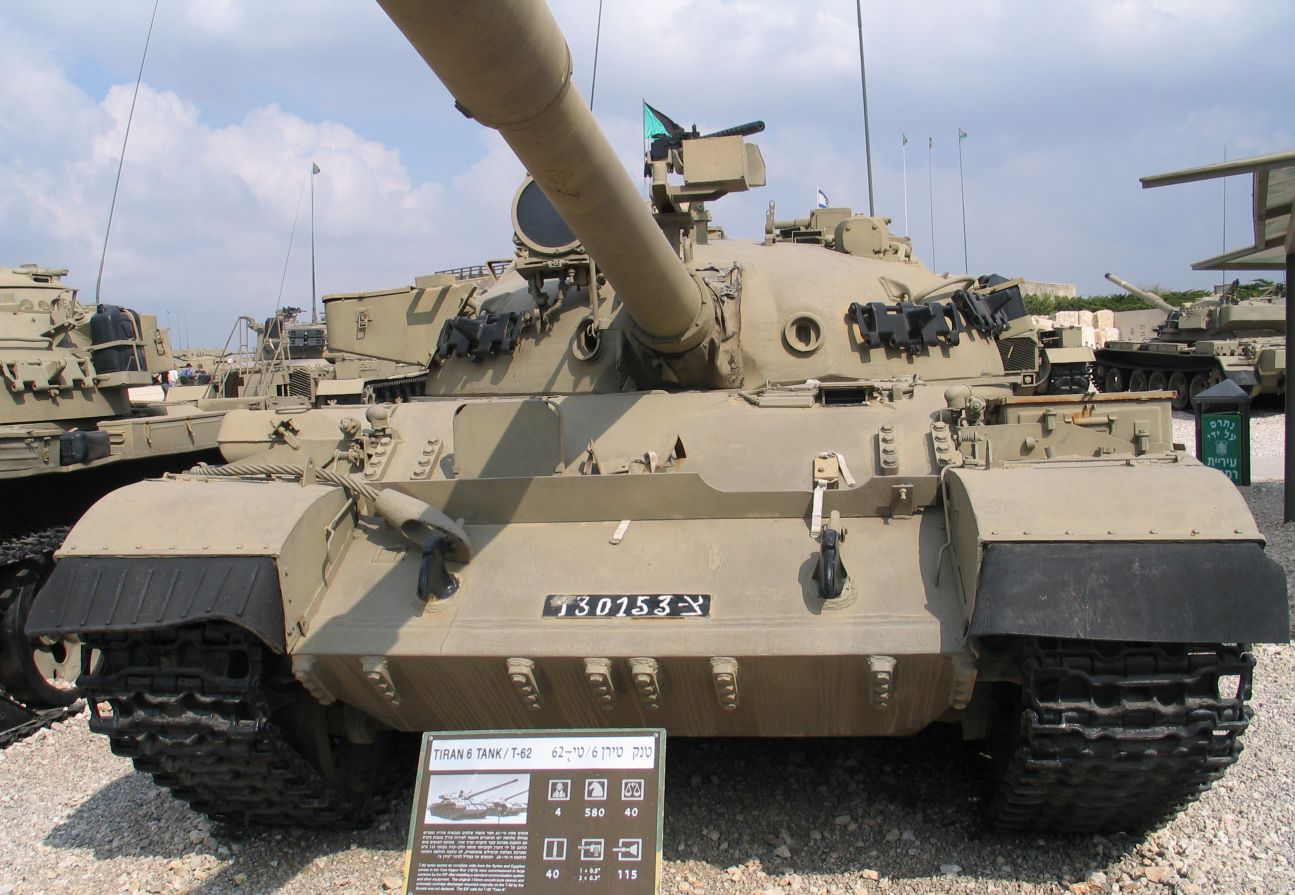
دبابة تي-62 سورية سابقة في متحف إسرائيلي.

قائمة المعدات الحديثة للجيش العربي السوري. الغالبية العظمى من المعدات العسكرية السورية من تصنيع سوفيتي والمنظمة والعقيدة العسكرية للقوات المسلحة تشبه النموذج السوفيتي.

## الأسلحة الخفيفة

### مسدسات
| الاسم            | النوع        | العيار                | بلد الأصل        | الصورة | ملاحظات                                      |  |
| ---------------- | ------------ | --------------------- | ---------------- | ------ | -------------------------------------------- |  |
| ماكاروف          | مسدس نصف آلي | 9 × 18 ملم ماكاروف    | الاتحاد السوفيتي |        |                                              |  |
| PB Besshumnyy    | مسدس نصف آلي | 9 × 18 ملم ماكاروف    | الاتحاد السوفيتي |        |                                              |  |
| توكاريف          | مسدس نصف آلي | 7.62 × 25 ملم توكاريف | الإتحاد السوفيتي |        |                                              |  |
| براوينغ هاي باور | مسدس نصف آلي | 9 × 19 ملم بارابيلوم  | بلجيكا           |        |                                              |  |
| جي إس إتش 18     | مسدس نصف آلي | 9 × 19 ملم بارابيلوم  | روسيا            |        | يستخدمه الجيش السوري وتطبيق القانون في سوريا |  |

### بنادق قصيرة
| الاسم       | النوع        | العيار    | بلد الأصل        | الصورة | ملاحظات                           |  |
| ----------- | ------------ | --------- | ---------------- | ------ | --------------------------------- |  |
| AKS-74U     | بندقية قصيرة | 5.45×39مم | الاتحاد السوفيتي |        |                                   |  |
| 9 إيه-91    | بندقية قصيرة | 9×39مم    | روسيا            |        |                                   |  |
| إيه كيه-105 | بندقية قصيرة | 7.62×39مم | روسيا            |        | دخلت البندقية في الخدمة عام 2015. |  |
| إيه كيه 104 | بندقية قصيرة | 7.62×39مم | روسيا            |        | غالبا تستخدم للشرطة وقوات الأمن   |  |

### بنادق هجومية
| الاسم           | النوع         | العيار         | بلد الأصل        | الصورة | ملاحظات                                                                         |  |
| --------------- | ------------- | -------------- | ---------------- | ------ | ------------------------------------------------------------------------------- |  |
| إيه كيه-47      | بندقية هجومية | 7.62×39مم      | الاتحاد السوفيتي |        | 30 قطعة منها تستخدم في قوات الدفاع الوطني وهي أكثر بندقية إستخداما للجيش السوري |  |
| إيه كيه إم      | بندقية هجومية | 7.62×39مم      | الاتحاد السوفيتي |        |                                                                                 |  |
| إيه كيه-74 إم   | بندقية هجومية | 5.45×39مم      | روسيا            |        |                                                                                 |  |
| زستافا ام 70    | بندقية هجومية | 7.62×39مم      | يوغوسلافيا       |        |                                                                                 |  |
| تايب 56         | بندقية هجومية | 7.62×39مم      | الصين            |        |                                                                                 |  |
| في زي. 58       | بندقية هجومية | 7.62×39مم      | تشيكوسلوفاكيا    |        |                                                                                 |  |
| إيه إم ديه 65   | بندقية هجومية | 7.62×39مم      | المجر            |        |                                                                                 |  |
| إس تي جي 44     | بندقية هجومية | 7.92×33مم      | ألمانيا النازية  |        |                                                                                 |  |
| إم بي أي كيه إم | بندقية هجومية | 7.92×33مم      | ألمانيا الشرقية  |        |                                                                                 |  |
| بندقية إم16     | بندقية هجومية | 7.62×39مم      | سوريا            |        | نسخة غير مرخصة من الأمريكية                                                     |  |
| نورينكو سي كيو  | بندقية هجومية | 5.56x45مم ناتو | الصين            |        |                                                                                 |  |
| إيه كيه 74      | بندقية هجومية | 7.62×39مم      | الإتحاد السوفيتي |        |                                                                                 |  |
| إيه كيه إس 74   | بندقية هجومية | 7.62×39مم      | الإتحاد السوفيتي |        |                                                                                 |  |

### بنادق قنص
| الاسم             | النوع      | العيار       | بلد الأصل        | الصورة | ملاحظات |
| ----------------- | ---------- | ------------ | ---------------- | ------ | ------- |
| دراغونوف          | بندقية قنص | 7.62×54مم    | الاتحاد السوفيتي |        |         |
| بي إس إل          | بندقية قنص | 7.62×54مم    | رومانيا          |        |         |
| زستافا ام91       | بندقية قنص | 7.62×54مم    | يوغوسلافيا       |        |         |
| ستير إس إس جي 69  | بندقية قنص | 7.62×51مم    | النمسا           |        |         |
| أورسيس تي-5000    | بندقية قنص | 7.62×51مم    | روسيا            |        |         |
| إيه إس في كيه     | بندقية قنص | 12.7×108مم   | روسيا            |        |         |
| أو إس في-96       | بندقية قنص | 12.7×108مم   | روسيا            |        |         |
| شاهر-2            | بندقية قنص | .50 بي إم جي | إيران            |        |         |
| في إس إس فينتوريز | بندقية قنص | 7.62×54مم    | الإتحاد السوفيتي |        |         |

### مدافع رشاش خفيفة
| الاسم    | النوع          | العيار    | بلد الأصل        | الصورة | ملاحظات                                 |  |
| -------- | -------------- | --------- | ---------------- | ------ | --------------------------------------- |  |
| أر بي دي | مدفع رشاش خفيف | 7.62×39مم | الاتحاد السوفيتي |        |                                         |  |
| آر بي كي | مدفع رشاش خفيف | 7.62×39مم | الاتحاد السوفيتي |        |                                         |  |
| إم 240   | مدفع رشاش خفيف | 7.62×39مم | سوريا            |        | مصنوع بشكل غير مرخص من النسخة الأمريكية |  |

### مدافع رشاش متوسطة
| الاسم    | النوع           | العيار    | بلد الأصل        | الصورة | ملاحظات |
| -------- | --------------- | --------- | ---------------- | ------ | ------- |
| دي إس-39 | مدفع رشاش متوسط | 7.62×54مم | الاتحاد السوفيتي |        |         |
| إس جي-43 | مدفع رشاش متوسط | 7.62×54مم | الاتحاد السوفيتي |        |         |

### مدافع رشاش ثقيلة
| الاسم     | النوع          | العيار     | بلد الأصل        | الصورة | ملاحظات |
| --------- | -------------- | ---------- | ---------------- | ------ | ------- |
| دوشكا     | مدفع رشاش ثقيل | 12.7×108مم | الاتحاد السوفيتي |        |         |
| كيه بي في | مدفع رشاش ثقيل | 14.5×114مم | الاتحاد السوفيتي |        |         |
| إن إس في  | مدفع رشاش ثقيل | 12.7×108مم | الاتحاد السوفيتي |        |         |
| كورد      | مدفع رشاش ثقيل | 12.7×108مم | روسيا            |        |         |

### رشاشات متعددة الأغراض
| الاسم    | النوع              | العيار    | بلد الأصل        | الصورة | ملاحظات |
| -------- | ------------------ | --------- | ---------------- | ------ | ------- |
| بي كي إم | رشاش متعدد الأغراض | 7.62×54مم | الاتحاد السوفيتي |        |         |
| تايب 80  | رشاش متعدد الأغراض | 7.62×54مم | الصين            |        |         |

### القنابل
| الاسم       | قطر الدائرة          | العيار | بلد الأصل        | الصورة | ملاحظات |
| ----------- | -------------------- | ------ | ---------------- | ------ | ------- |
| إف-1        | قنبلة يدوية          | 55مم   | الاتحاد السوفيتي |        |         |
| أر بي دي-5  | قنبلة يدوية          | 58مم   | الاتحاد السوفيتي |        |         |
| أر بي جي-43 | قنبلة مضادة للدبابات | 95مم   | الاتحاد السوفيتي |        |         |
| أر كي جي-3  | قنبلة مضادة للدبابات | 362مم  | الاتحاد السوفيتي |        |         |

### قاذفات قنابل
| الاسم        | النوع                  | العيار  | بلد الأصل        | الصورة | ملاحظات |
| ------------ | ---------------------- | ------- | ---------------- | ------ | ------- |
| إيه جي إس-17 | قاذفة قنابل اتوماتيكية | 30×29مم | الاتحاد السوفيتي |        |         |

### الألغام
| الاسم    | النوع            | التفجير | بلد الأصل        | الصورة | ملاحظات |
| -------- | ---------------- | ------- | ---------------- | ------ | ------- |
| بي أم إن | لغم مضاد للأفراد | الضغط   | الاتحاد السوفيتي |        |         |
| بي إم دي | لغم مضاد للأفراد | الضغط   | الاتحاد السوفيتي |        |         |

## المركبات

### الدبابات
| الاسم                                    | النوع            | الكمية                             | الخدمة    | الآصل                                    | الصورة | الملاحظات |
| ---------------------------------------- | ---------------- | ---------------------------------- | --------- | ---------------------------------------- | ------ | --- |
| تي-34                                    | دبابة قتالية     |                                    | 1958-1980 | الاتحاد السوفيتي                         |        | |
| تي-55/MV/AM/AMV                          | دبابة قتالية     | <2,000                             | 1962-     | الاتحاد السوفيتي                         |        | Some upgraded. 120 donated to Iran during the حرب الخليج الأولى. 180 donated to الجيش اللبناني in 1993. Many destroyed, damaged, salvaged for parts or captured by قائمة الجماعات المسلحة في الحرب الأهلية السورية since March 2011. |
| تي-62M/K                                 | دبابة قتالية     | <1,000                             | 1973-     | الاتحاد السوفيتي                         |        | 100 donated to Iran during the حرب الخليج الأولى. Many destroyed, damaged, salvaged for parts or captured by anti-government insurgents since March 2011.                                                                            |
| تي-72/M/A/AV / TURMS-T/M1 TURMS-T / B/BM | دبابة قتالية     | تي-72s (2015): <1,500 تي-72BM: ≈20 |           | الاتحاد السوفيتي · تشيكوسلوفاكيا · روسيا |        | More than 1600 in 2010, many upgraded by Russia, 122 by Italy, many by the Syrians according to Jane's. T-72Bs and T-72BMs were delivered by Russia in 2015-2016.                                                                    |
| تي-90/A                                  | Main battle tank | ≈15                                |           | روسيا                                    |        | First observed in the هجوم حلب (أكتوبر–ديسمبر 2015) on November 29, 2015. Russia supplied T-90 1992 models and T-90As in late 2015.                                                                                                  |
| بي تي-76                                 | دبابة خفيفة      | <80                                | 1963-     | الاتحاد السوفيتي                         |        | Most likely in service in the محافظة طرطوس. |

### عربات قتال مشاة
| الاسم        | النوع             | الكمية | الخدمة | الآصل            | الصورة | الملاحظات |
| ------------ | ----------------- | ------ | ------ | ---------------- | ------ | --------- |
| بي إم بي - 1 | مركبة مشاة قتالية | 2,100  | 1970-  | الاتحاد السوفيتي |        |           |
| بي إم بي - 2 | مركبة مشاة قتالية | 600    | 1980-  | الاتحاد السوفيتي |        |           |

### عربات قتال مدرعات
| الاسم               | النوع            | الكمية | الآصل                 | الصورة | ملاحظات                 |
| ------------------- | ---------------- | ------ | --------------------- | ------ | ----------------------- |
| بي تي أر-40         | ناقلة جنود مدرعة | ≈120   | الاتحاد السوفيتي      |        |                         |
| بي تي أر-152        | ناقلة جنود مدرعة | 300    | الاتحاد السوفيتي      |        |                         |
| بي تي أر-50         | ناقلة جنود مدرعة | 550    | الاتحاد السوفيتي      |        |                         |
| بي تي أر-60PB/PU-12 | ناقلة جنود مدرعة | N/A    | الاتحاد السوفيتي      |        | Probably most scrapped. |
| بي تي أر-70         | ناقلة جنود مدرعة | N/A    | الاتحاد السوفيتي      |        |                         |
| BTR-80/82A          | ناقلة جنود مدرعة | 50+    | الاتحاد السوفيتي      |        |                         |
| أو تي-64 سكوت       | ناقلة جنود مدرعة | N/A    | تشيكوسلوفاكيا/ بولندا |        |                         |

### اللوجستيات وسيارات الدفع الرباعي

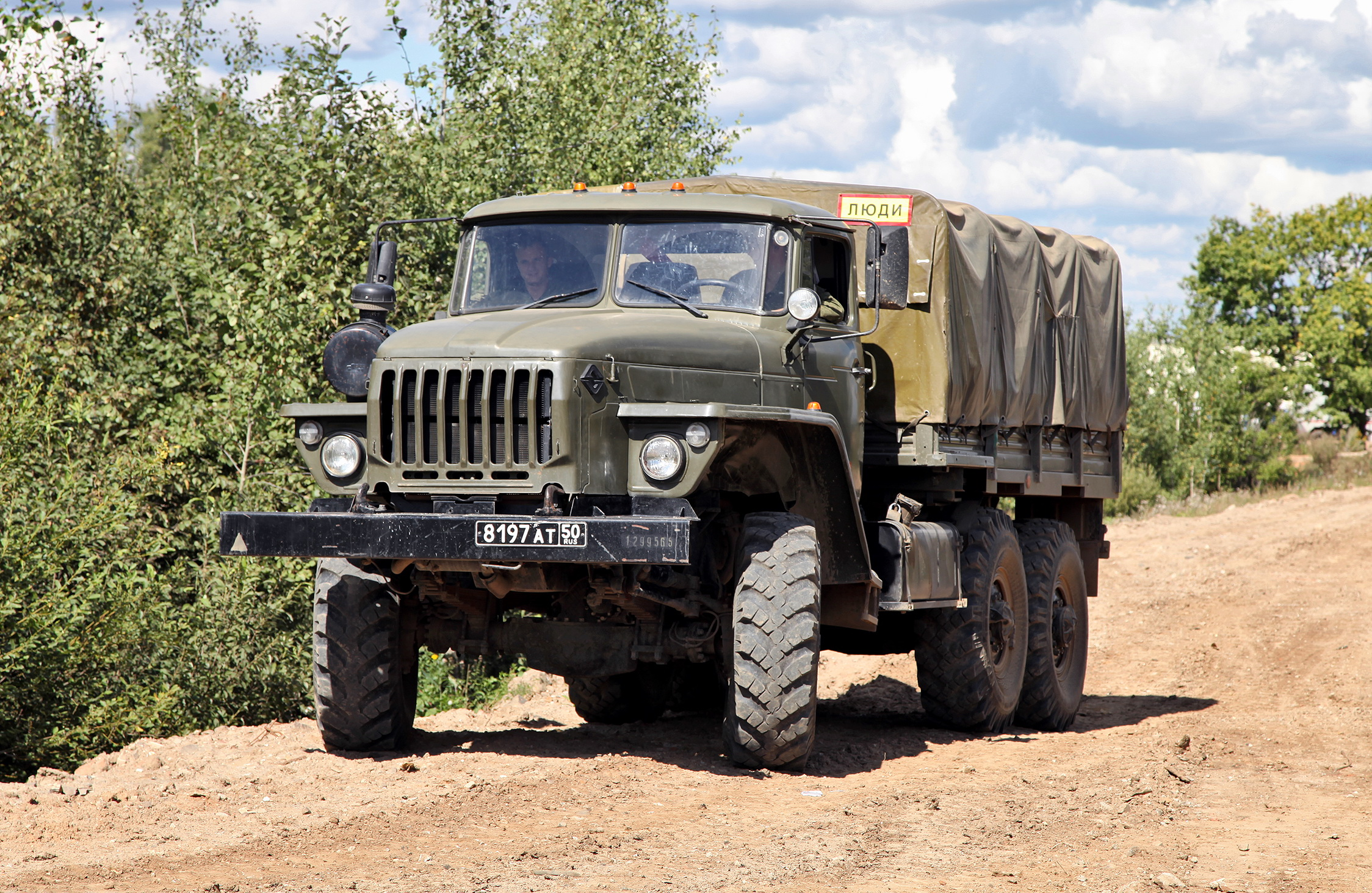
أورال-4320، ناقلة الجنود الأكثر شيوعا.

| الاسم       | نوع                             | كمية | الأصل            | ملاحظات |
| ----------- | ------------------------------- | ---- | ---------------- | ------- |
| MAZ-731     | عجلات ثمانية الدفع مدفعية شاحنة | 200  | الاتحاد السوفيتي |         |
| Ural-4320   | دفع رباعي Off-road truck        | 500  | الاتحاد السوفيتي |         |
| Ural-375D   | دفع رباعي 4.5 ton truck         | 350  | الاتحاد السوفيتي |         |
| ZIL 131     | دفع رباعي 3.5 ton truck         | 300  | الاتحاد السوفيتي |         |
| ZIL-135     | Artillery truck                 | 84   | الاتحاد السوفيتي |         |
| ZIL-157     | دفع رباعي 2.5 ton truck         | 84   | الاتحاد السوفيتي |         |
| GAZ-66      | 4×4 Off-road truck              | 200  | الاتحاد السوفيتي |         |
| GAZ-3308    | 4×4 Utility truck               | 200  | روسيا            |         |
| UAZ-469     | مركبة لجميع التضاريس            | 500  | الاتحاد السوفيتي |         |
| KAMAZ-43114 | دفع رباعي Side truck            | 100  | روسيا            |         |
| ايفيكو LMV  | دفع رباعي Side truck            | 100  | روسيا            |         |